# Sidi Boaal
Sidi Boaal  (in arabo سيدي بوعل‎?) è un centro abitato e comune rurale del Marocco situato nella provincia di Taroudant, regione di Souss-Massa. Conta una popolazione di 3 019 abitanti (censimento 2014).